# Gaël Andonian
Gaël Andonian (Armeens: Գաել Անդոնյան) (Marseille, 7 februari 1995) is een Armeens voetballer die bij voorkeur als centrale verdediger speelt. Hij stroomde in 2014 door uit de jeugd van Olympique Marseille.

## Clubcarrière
Andonian is afkomstig uit de jeugdacademie van Olympique Marseille. Daarvoor speelde hij bij AS Gemenosienne en Aubagne. Op 2 november 2014 debuteerde hij voor Olympique Marseille in de Ligue 1 in een thuisduel tegen RC Lens. Andonian mocht na 80 minuten invallen voor Florian Thauvin. Marseille versloeg Lens in het eigen Stade Vélodrome met 2-1.